# Nausta
Nausta är en ort i Jokkmokks kommun, Norrbottens län.  
Orten fick sin första bosättare år 1798. Byn blev 1956-1957 känd för den så kallade Naustasmällen. Där utfördes en sprängning med 50 resp 36 ton bonyl för att se resultatet beträffande verkningarna av en motsvarighet till en mindre atombomb. Hela experimentet skildras i FOA:s 50-års skrift. 
Numera är byn ett rekreationsområde för personal anställda vid FMV Vidsel Test Range och ligger inom dess provområde. 
Sveriges första rymdraket avfyrades från Nausta kl 22.10 den 14 augusti 1961. Syftet var att med hjälp av en så kallad sonderingsraket undersöka fenomenet nattlysande moln. Tanken var att sonderingsraketen vid 80 kilometers höjd skulle kasta ut en sprängladdning bestående av 300 gram magnesiumoxidpulver och 60 gram jod och skapa ett konstgjort moln man sedan kunde studera. Raketuppskjutningen lyckades men någon explosion hördes aldrig; man såg heller inte något moln och raketen återfanns aldrig. Trots det misslyckade experimentet hade Sverige tagit sitt första steg ut i rymden.